# Scania (provincia)
La Scania (in svedese: Skåne) è una delle province tradizionali della Svezia, e anticamente della Danimarca. L'attuale contea della Scania (Skåne län) ha gli stessi confini dell'antica provincia.

## Storia

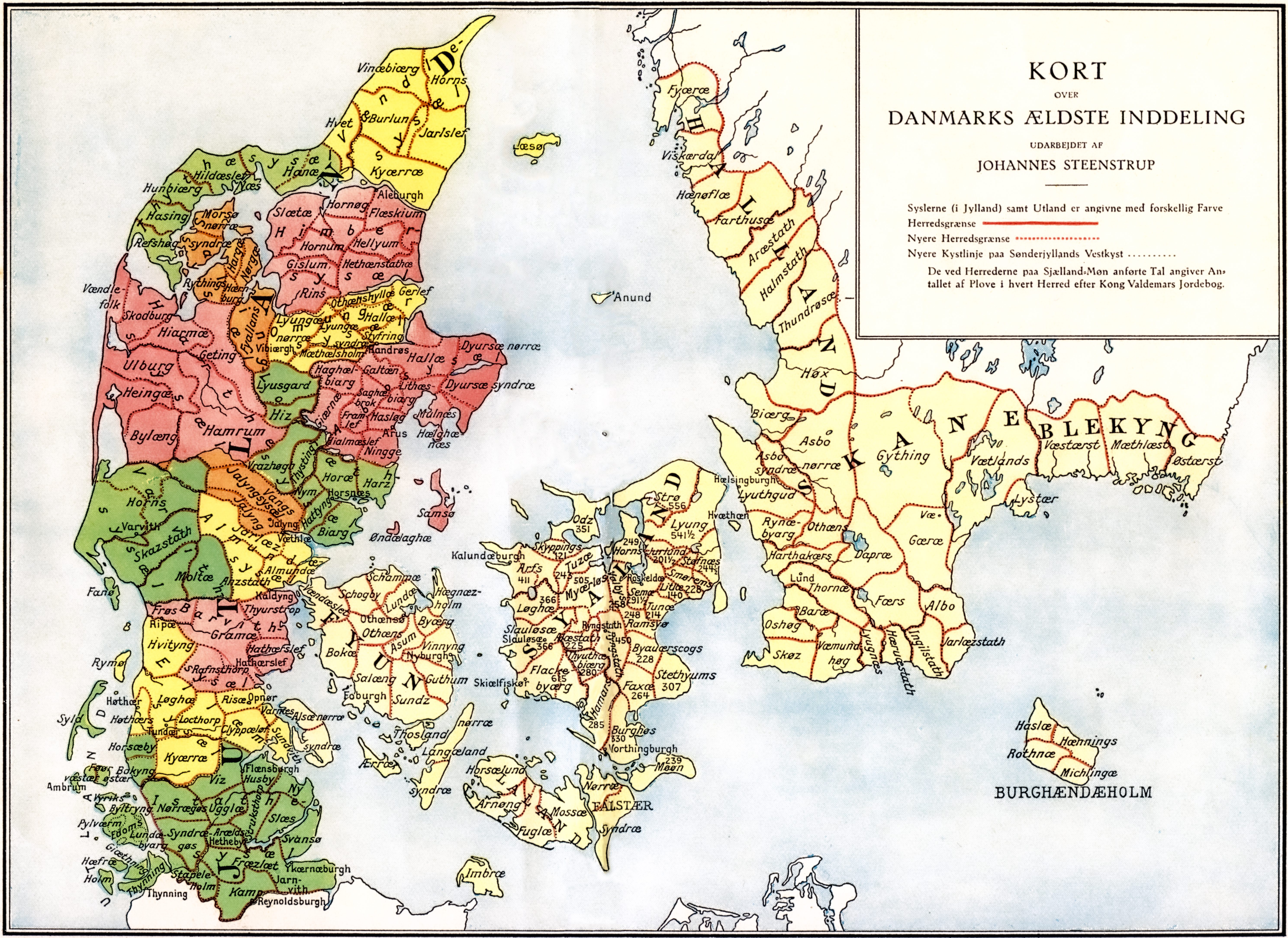
Mappa della Danimarca nel Medioevoː la Scania insieme alle province di Blekinge e Halland faceva parte della Danimarca.

Le numerose tracce dell'Età del bronzo suggeriscono che la Scania fosse già densamente popolata in quell'epoca. La zona più ricca di queste tracce è quella di Trelleborg a partire dal 5000 a.C. ma soprattutto tra il 1800 a.C. e il 500 a.C. La regione è ritenuta la patria originaria del popolo germanico orientale dei Longobardi; ad avvalorare tale identificazione concorrono sia le tradizioni antiche del popolo, sia la moderna storiografia, confortata da testimonianze storiche e archeologiche. La provincia, con Blekinge e Halland, fece parte, fin dall'inizio, della Danimarca, insieme anche alle isole vicine, col nome di Skåneland.
Già sotto Aroldo II Dente Azzurro nel X secolo venne introdotto il Cristianesimo e si costituiscono i vescovadi di Ripen, Aarhus e Schleswig. Come centro culturale del reame ci fu una contesa tra due vescovi rivali: l'inglese Henrik a Lund e il tedesco Egino a Dalby. Quando Henrik morì e la Danimarca perse i contatti con il Danelag inglese, la diocesi di Lund passò sotto l'arcivescovado di Amburgo-Brema. L'arcivescovado di Lund venne fondato nel 1104 e divenne presto sede anche della prima università danese. Durante l'epoca della Riforma protestante a Lund si oppose la città di Malmö, dove si ebbe la prima lettura luterana e la pubblicazione della prima Bibbia danese. Nel 1527, infatti, Cristiano III aprì alla tolleranza religiosa con i Luterani e nel 1536 introdusse la Riforma.
Nel 1658, con la pace di Roskilde, la Scania passò alla Svezia, che promise di dare un'autonomia amministrativa, culturale, legislativa e linguistica alla provincia, impegno che però non venne mantenuto. Vi fu una guerriglia molto sanguinosa con la Svezia che si concluse solo intorno al 1715-1720. Nel 1676 il re svedese Carlo XI pianificava di espellere tutta la popolazione scanese e ripopolare la Scania con svedesi; il consiglio reale riuscì tuttavia a dissuadere il sovrano. Nel 1808 il rientro in possesso della Scania fu l'obiettivo immediato dello stato di Danimarca-Norvegia, quando questo dichiarò la guerra alla Svezia, guerra che, per altro, si concluse l'anno successivo senza mutamenti territoriali a favore di nessuno dei due belligeranti.

## Città
Fondate prima del 1971:
- Lund (circa 990)
- Helsingborg (1085)
- Ystad (circa 1200)
- Skanör (circa 1200)
- Falsterbo (circa 1200)
- Trelleborg (circa 1200)
- Malmö (circa 1250)
- Simrishamn (circa 1300)
- Landskrona (1413)
- Ängelholm (1516)
- Kristianstad (1622)
- Eslöv (1911)
- Hässleholm (1914)
- Höganäs (1936)